# هانس أوير
هانس أوير هو مهندس معماري سويسري، ولد في 16 أبريل 1847 في فيدنسفيل في سويسرا، وتوفي في 30 أغسطس 1906 في كونستانس في ألمانيا.